# Большой Неголток
Большой Неголток — река в России, протекает по Парабельскому району Томской области. Устье реки находится в 317 км по левому берегу реки Чижапка. Длина реки составляет 32 км.

## Данные водного реестра
По данным государственного водного реестра России относится к Верхнеобскому бассейновому округу, водохозяйственный участок реки — Васюган, речной подбассейн реки — Васюган. Речной бассейн реки — (Верхняя) Обь до впадения Иртыша.